# Ada Colau
Ada Colau Ballano (catalană: [ˈaðə kuˈɫaw]; spaniolă: [ˈaða koˈlau]; n. 3 martie 1974, Barcelona, Catalonia, Spania) este o politiciană spaniolă, activist social, investigator și apărător al drepturilor omului. Este primar al Barcelonei din 13 iunie 2015, fiind prima pe lista Barcelona en Comú, o platformă civică constituită partid.
Printre acțiunile întreprinse cât timp a fost primar se numără următoarele: AirBnB și Homeaway au fost amendate, cu 600.000 de euro fiecare, pentru publicarea de anunțuri de apartamente turistice ce nu dețineau licență în acest scop.
Diferite bănci și entități deținătoare de apartamente nefolosite au fost amendate cu diferite sume, cea mai ridicată fiind de 315.000 euro.
Primăria Barcelonei nu poate desfășura activități cu societăți comerciale ce dețin puncte de lucru sau alte legături cu țări suspecte de spălare de bani, în urma unui decret din 2016.